# Alister Jack

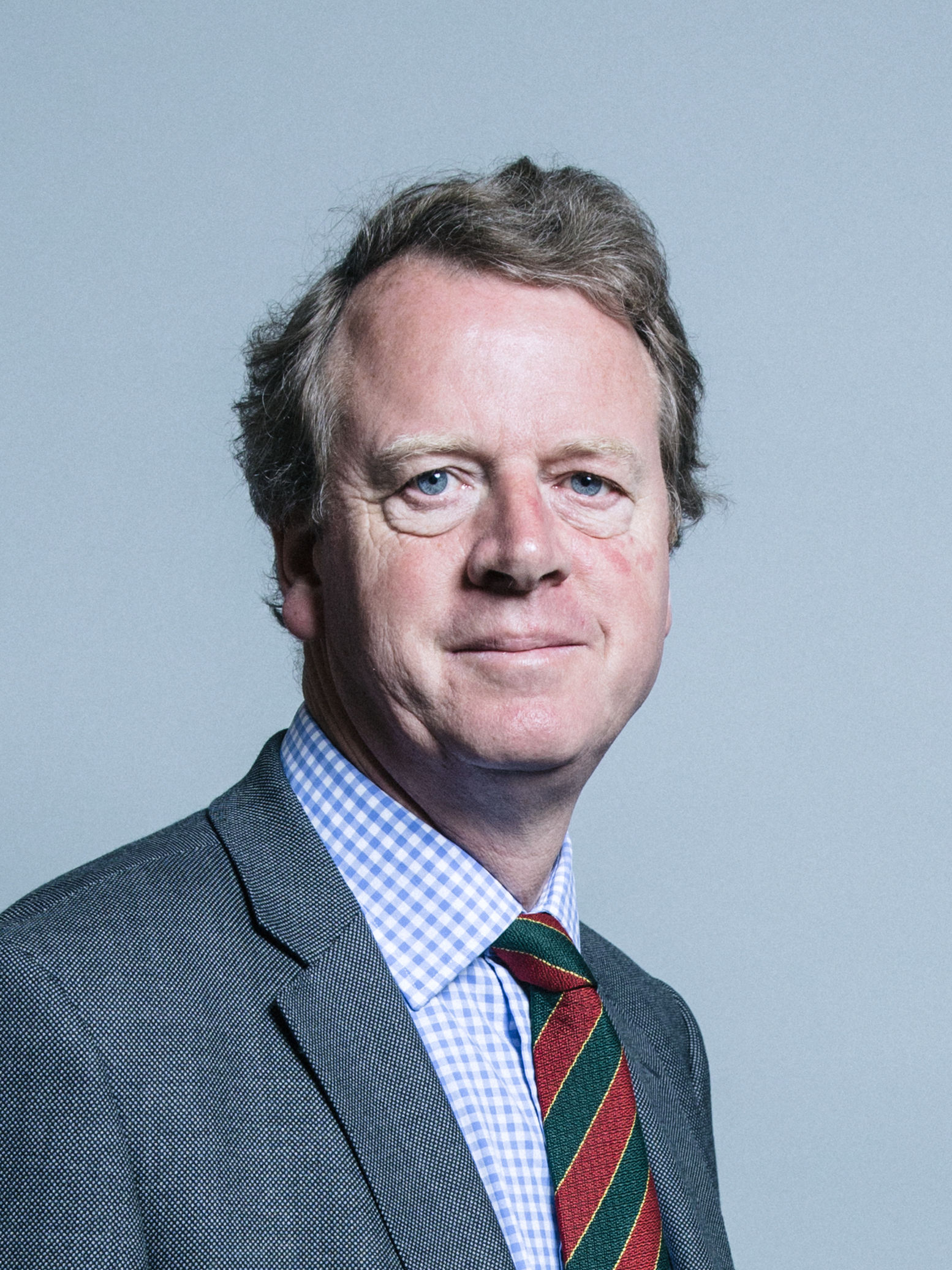
Alister Jack (2017)

Sir Alister William Jack, KBE (* 7. Juli 1963 in Dumfries) ist ein schottischer Politiker der Konservativen Partei und seit 2017 Abgeordneter im House of Commons für den Wahlkreis Dumfries and Galloway. Vom 24. Juli 2019 bis 5. Juli 2024 war er Minister für Schottland in den Kabinetten Boris Johnson I, II, Truss und Sunak.